# 1620
| [ Edytuj tabelę ]              | |
| Król Polski                    | - 1587 Zygmunt III Waza 1632 |
| Współksiążęta Andory           | - 1610 Bernat de Salba i Salba 1622 - 1610 Ludwik XIII 1643                                                                                 |
| Król Anglii i Szkocji          | - 1603 Jakub I 1625 |
| Elektor Brandenburgii          | - 1619 Jerzy Wilhelm 1640 |
| Książę Bawarii                 | - 1597 Maksymilian I Bawarski 1623 |
| Sułtan Brunei                  | - 1619 Abdul Jailul Akhbar 1649 |
| Cesarz Chin                    | - 1572 Wanli 1620 - 1620 Taichang 1620 - 1620 Tianqi 1627                                                                                   |
| Król Czech                     | - 1619 Fryderyk V 1620 - 1620 Ferdynand II Habsburg 1637                                                                                    |
| Król Danii                     | - 1588 Chrystian IV 1648 |
| Dalajlama                      | - 1617 Lobsang Gjaco 1682 |
| Cesarz Etiopii                 | - 1606 Susnyjos I 1632 |
| Król Francji                   | - 1610 Ludwik XIII 1643 |
| Król Gruzji                    | - 1614 Tejmuraz I 1632 |
| Król Hiszpanii                 | - 1598 Filip III 1621 |
| Landgraf Hesji-Kassel          | - 1592 Maurycy Uczony 1627 |
| Stadhouder Holandii            | - 1584 Maurycy Orański 1625 |
| Szach Iranu                    | - 1587 Abbas I Wielki 1629 |
| Państwo Wielkich Mogołów       | - 1605 Dżahangir 1627 |
| Król Irlandii                  | - 1603 Jakub I Stuart 1625 |
| Cesarz Japonii                 | - 1611 Go-Mizunoo 1629 |
| Kalif                          | - 1618 Osman II 1622 |
| Patriarcha Konstantynopola     | - 1612 Tymoteusz II 1620 - 1620 Cyryl Lukaris 1623                                                                                          |
| Władca Korei                   | - 1608 Kwanghaegun 1623 |
| Książę Kurlandii i Semigalii   | - 1587 Fryderyk Kettler 1642 |
| Książę Liechtensteinu          | - 1608 Karol I 1627 |
| Książę Monako                  | - 1612 Honoriusz II 1662 |
| Król Nawarry                   | - 1610 Ludwik XIII 1643 |
| Król Norwegii                  | - 1588 Chrystian IV 1648 |
| Sułtan Omanu                   | - 1560 Abd Allah ibn Muhammad 1624 |
| Elektor Palatynatu             | - 1610 Fryderyk V 1623 |
| Papież                         | - 1605 Paweł V 1621 |
| Książę Parmy i Piacenzy        | - 1592 Ranuccio I 1622 |
| Król Portugalii                | - 1598 Filip II 1621 |
| Książę w Prusach               | - 1608 Jan Zygmunt 1620 - 1620 Jerzy Wilhelm 1640                                                                                           |
| Car Rosji                      | - 1613 Michał I 1645 |
| Cesarz Rzymski (niemiecki)     | - 1619 Ferdynand II Habsburg 1637 |
| Kapitanowie Regenci San Marino | - 1619 Orazio Belluzzi Andrea Giannini 1620 - 1620 Giuliano Belluzzi Teodoro Leonardelli 1620 - 1620 Camillo Bonelli Belluzzo Belluzzi 1621 |
| Elektor Saksonii               | - 1611 Jan Jerzy I Wettyn 1656 |
| Król Szkocji                   | - 1567 Jakub VI 1625 |
| Król Szwecji                   | - 1611 Gustaw II Adolf 1632 |
| Król Tajlandii                 | - 1611 Songtham 1628 |
| Sułtan Turków                  | - 1618 Osman II 1622 |
| Doża Wenecji                   | - 1618 Antonio Priuli 1623 |
| Król Węgier                    | - 1619 Ferdynand III 1637 |
| Książęta Wirtembergii          | - 1608 Jan Fryderyk 1628 |

Rok 1620 / MDCXX
stulecia: XVI wiek ~
XVII wiek ~
XVIII wiek

lata: 1610 «
1615 «
1616 «
1617 «
1618 «
1619 «
1620
» 1621
» 1622
» 1623
» 1624
» 1625
» 1630

## Wydarzenia w Polsce
- 3 lutego – pożar zniszczył większą część Olsztyna.
- 17 września – 7 października – wojna polsko-turecka: klęska wojsk polskich w bitwie z Turkami pod Cecorą.
- 7 października – wojna polsko-turecka: podczas chaotycznego odwrotu spod Cecory zginął hetman Stanisław Żółkiewski.
- 3 listopada-11 grudnia – w Warszawie obradował sejm zwyczajny[1].
- 15 listopada – Warszawa: niezrównoważony psychicznie szlachcic Michał Piekarski usiłował dokonać zamachu na króla Zygmunta III Wazę.

## Wydarzenia na świecie
- 19 sierpnia – spalono na stosie Sydonię von Borck
- 25 sierpnia – książę siedmiogrodzki Gábor Bethlen został wybrany na króla Węgier; do koronacji nie doszło.
- 6 września – „Pielgrzymi” wypłynęli na „Mayflower” z Plymouth w Anglii do Ameryki.
- 23 września – w pożarze Drawska Pomorskiego spłonęło 300 domów, kościół, ratusz wraz z całym archiwum miejskim, szkoła i młyny z zapasami mąki i zboża. Poważnie uszkodzone zostały dwie bramy miejskie i jeden z mostów.
- 29 września – założono wenezuelskie miasto Acarígua.
- 8 listopada – wojna trzydziestoletnia: decydujące zwycięstwo wojsk habsburskich nad czeskimi w bitwie na Białej Górze.
- 11 listopada – podpisano umowę Mayflower Compact.
- 20 listopada – cesarz Ferdynand II ogłosił, że List majestatyczny przestał obowiązywać.
- 21 listopada – przybycie pierwszych osadników, 102 angielskich purytan uchodzących do Ameryki przed prześladowaniami religijnymi, na statku „Mayflower”. Założenie osady Plymouth.
- 28 listopada – Bogusław XIV został księciem szczecińskim.

## Urodzili się
- 5 stycznia – Nikola Zrinski, magnat węgierski, ban Chorwacji, polityk i poeta, bohater walk z Turkami (zm. 1664)
- 31 stycznia – książę Waldeck, niemiecki marszałek polny i holenderski generał (zm. 1692)
- 16 lutego – Fryderyk Wilhelm I, książę pruski, zwany Wielkim Elektorem (zm. 1688)
- 17 kwietnia – Małgorzata Bourgeoys, francuska zakonnica działająca w Kanadzie, założycielka Sióstr Naszej Pani z Montrealu, święta katolicka (zm. 1700)
- 21 lipca – Jean Picard, francuski ksiądz, astronom i fizyk (zm. 1682)
- 24 listopada – Bonawentura z Barcelony, hiszpański franciszkanin, błogosławiony (zm. 1684)

- data dzienna nieznana: 
  - Zygmunt Olszowski, podkomorzy wieluński (zm. przed 1680)

## Zmarli
- 2 stycznia – Jan Zygmunt Hohenzollern, margrabia-elektor Brandenburgii i książę pruski (ur. 1572)
- 17 marca – Jan Sarkander, polski kapłan, męczennik, święty katolicki (ur. 1576)
- 3 września – Tymoteusz II, patriarcha Konstantynopola (ur. ?)
- 7 października – Stanisław Żółkiewski, hetman wielki i kanclerz, poległ podczas odwrotu po przegranej bitwie pod Cecorą (ur. 1547)
- 6/7 listopada – Janusz Radziwiłł, książę S.I.R., przedstawiciel kalwińskiej linii Radziwiłłów (ur. 1579)
- 27 listopada – Michał Piekarski, polski szlachcic, stracony za próbę zabójstwa króla Zygmunta III Wazy (ur. ?)

## Święta ruchome
- Tłusty czwartek: 27 lutego
- Ostatki: 3 marca
- Popielec: 4 marca
- Niedziela Palmowa: 12 kwietnia
- Wielki Czwartek: 16 kwietnia
- Wielki Piątek: 17 kwietnia
- Wielka Sobota: 18 kwietnia
- Wielkanoc: 19 kwietnia
- Poniedziałek Wielkanocny: 20 kwietnia
- Wniebowstąpienie Pańskie: 28 maja
- Zesłanie Ducha Świętego: 7 czerwca
- Boże Ciało: 18 czerwca